# Île de la Reine
L'île de la Reine est une île fluviale de la Charente, située sur la commune de Cognac.

## Description
Longue d'environ 900 m, un déversoir la relie au nord à l'île David. L’île David et l’île de la Reine, situées au sein de Cognac, sont connues comme lieu de reproduction des poissons qui y trouvent refuge. On y pêche le brochet, le sandre et la perche.